# Амнезія (фільм)
«Амнезія» (англ. The Blackout) — американський фільм 1997 року режисера Абеля Феррари.

## Сюжет
Процвітаючий актор починає підозрювати себе у скоєному вбивстві. Його переслідують нав'язливі картини. Можливо, що втрата пам'яті була реакцією розуму на скоєне. Можливо, що частина спогадів була втрачена через надмірне захоплення алкоголем і наркотиками. Але можливо, що підозра може бути страшніша очікувань. Чи варто відновлювати втрачене?

## У ролях
| Актор               | Роль                    |
| ------------------- | ----------------------- |
| Меттью Модайн       | Метті                   |
| Клаудія Шиффер      | Сьюзен                  |
| Беатріс Даль        | Енні 1                  |
| Сара Лассез         | Енні 2                  |
| Денніс Гоппер       | Міккі Вейн              |
| Стівен Бауер        | актор                   |
| Лаура Бейлі         | актрисаа                |
| Ненсі Феррара       | актрисаа                |
| Ендрю Фісцелла      | актор                   |
| Вінсент Ламберті    | актор                   |
| Вікторія Даффі      | дівчина з кіносценарієм |
| Ніколас Де Селі     | наркоторговець          |
| Дафні Дюплекс       | літаюча дівчина         |
| Мерсі Лопес         | літаюча дівчина         |
| Лорі Істсайд        | дівчина                 |
| Шариф Малнік        | Gold Carder             |
| Пітер Кеннолд       | кіноінвестор            |
| у титрах не вказані |                         |
| Едж                 | клієнт бару             |
| Манушка Герье       | танцівниця              |
| Джеймс Хайд         |                         |